# Кіцбюель (хокейний клуб)
EC Кіцбюель (повна назва нім. EC Kitzbühel) — хокейний клуб з міста Кіцбюель, Австрія. Заснований у 1910 році. Офіційні кольори клубу синій та жовтий. До сезону 1972/73 років клуб грав в Австрійський хокейній лізі. На даний час грає в регіональній Тірольській лізі. Домашня арена клубу вміщує 1700 глядачів.

## Історія
Заснований клуб в 1910 році, 1925 році перейменовано в хокейний клуб Кіцбюель та реєструється в австрійській федерації хокею. З 1934 року команда була невід'ємною частиною регіонального чемпіонату, в якому брали участь клуби з усієї Австрії із-за меж Відня, і відзначається рядом досягнень, але виграти чемпіонський титул не вдалося.
Після Другої світової війни, клуб був відновлений. У 1949 , 1952 і 1954 роках, виграють ASKÖ-Staatsliga. 
У 1965 році, була створена Бундесліга, EC Кіцбюель грає в ній з моменту заснування, також в тому році бере участь у Кубку Шпенглера 1965, посівши 4 місце в групі. Команда грає в вищому дивізіоні до 1973 року. У сезоні 1972/73 EC Кіцбюель займають останнє місце і вилітають з ліги.
В сезоні 1987/88 років клуб стає чемпіоном Тіролю і повернувся в Національну лігу (або Оберлігу), це другий за значенням турнір в Австрії. Тільки в сезоні 1995/96 років вдалося виграти чемпіонат, у фіналі EC Кіцбюель перемогли ЕХК «Фішербрю Відень». У 1997 році команда вилітає з Національної ліги, в наступні роки почергово грають в регіональній лізі та Оберлізі, закріпившись в останній на початку 2000-х років, EC Кіцбюель у сезонах 2004 і 2005 років, виграють чемпіонати.
З 2005 року EC Кіцбюель знову грає в лізі Тіролю, а у 2007 році стають чемпіонами Тіролю, цей титул залишається на даний момент останнім в новітній історії клубу.

## Досягнення
Чемпіон Оберліги 1976, 1996, 2004 і 2005 років.
Чемпіон Тіролю 1988 і 2007 років.